# Cărbunari, Prahova
Cărbunari este un sat în comuna Poienarii Burchii din județul Prahova, Muntenia, România.